# Baturono (Salam)
Baturono is een bestuurslaag in het regentschap Magelang van de provincie Midden-Java, Indonesië. Baturono telt 1236 inwoners (volkstelling 2010).